# Geddes (New York)
Geddes város az USA New York államában, Onondaga megyében. Lakosainak száma 17 088 fő (2020. április 1.).

## Népesség
A település népességének változása:

| 2010 | 17 118 |
| 2020 | 17 088 |